# Carlos Mendo
Carlos Mendo Baos (Madrid, 26 de junio de 1933 - Id. 23 de agosto de 2010) fue un periodista español, uno de los fundadores del diario El País.

## Biografía
Graduado en Periodismo en 1958 tras haber iniciado y abandonado la carrera de Derecho, inició su andadura profesional en la Agencia EFE, para pasar poco después a la agencia United Press International (UPI), llegando a ser director de la misma en España. En 1965 regresó a EFE donde fue director gerente hasta 1969, coincidiendo con el primer periodo de expansión de la misma. Tras pasar por el diario ABC en 1970, pronto ingresó en empresas de medios de comunicación vinculadas al Grupo Prisa. Fue uno de los fundadores del diario El País, para el que fue propuesto como director ya en 1972, si bien pasó a encargarse del servicio de información de la embajada de España en el Reino Unido y no fue finalmente propuesto para dirigir el nuevo periódico. Más tarde fue jefe de relaciones exteriores del Banco Urquijo, aunque regresó a dirigir la agencia EFE de nuevo, pero fue sustituido en unos meses por Luis María Anson.
De 1979 a 1987 fue corresponsal de El País en Londres, de donde regresó para hacerse cargo del Servicio Exterior del diario. Con la apertura de la delegación del periódico en Estados Unidos, fue enviado como primer corresponsal en 1989 hasta 1991, cuando fue nombrado director gerente de la edición internacional del periódico.
Miembro del Partido Popular (PP), se distanció de su actividad profesional en 1994 para presentarse como candidato de esta formación a las elecciones al Parlamento Europeo, pero no fue elegido. Después fue vocal-consejero en Radiotelevisión Española por el PP hasta 1997, cuando dimitió por discrepancias con el partido sobre las relaciones que el gobierno de José María Aznar mantenía con el Grupo Prisa. Regresó a su trabajo periodístico como articulista de El País, contertulio en Hora 25 de la cadena SER, Antena 3 y en Las Mañanas de Cuatro.
Estaba en posesión de numerosas condecoraciones, entre las que destacaban las cruces del cruces del Mérito Civil y Militar y la cruz de la Orden de Isabel la Católica.